# Lúcuma
A lúcuma (Pouteria lucuma) é uma árvore da família das sapotáceas originária dos vales andinos do Peru. É cultivada por seu fruto, empregado na gastronomia, sobretudo na confecção de sobremesas e sorvetes.

## Descrição
A lúcuma é uma árvore perene de tronco reto e cilíndrico, que alcança os quinze metros de altura. Sua madeira é de cor clara, granatura fina e resistente. A copa é densa e de forma esférica; as folhas se concentram no ápice dos ramos tenros, ligeiramente pubescentes, e são de forma elíptica, com a base achatada. Têm entre 12 e 25 centímetros de comprimento, textura coriácea, e cor verde escura.
As flores são solitárias ou em racemos de dois ou três, axilares, e de forma tubular; são pequenas, de cor amarela ou esverdeada, e invariavelmente hermafroditas. Apresentam cinco a sete sépalas velosas, que permanecem aderidas ao ponto de inserção do pecíolo no fruto, que demora quase nove meses a amadurecer desde a fertilização da flor.
Este apresenta uma semelhança superficial com o caqui: é oblongo, freqüentemente com um ápice cônico arredondado, e é recoberto por uma casca delicada de cor verde brilhante quando imaturo, que se torna parda na maturidade. Alcança uns 15 cm de comprimento nas variedades cultivares, e uns 200 gramas de peso. Durante a maturação permanece saturado de látex; uma vez pronto para consumo a polpa é de cor amarela-alaranjada, seca a amilácea, e muito doce. Contém duas a cinco sementes ovais e achatadas, de cor parda escura, com um filum esbranquiçado lateral.

## História e cultivo

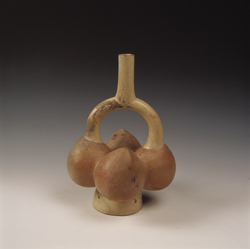
Garrafa Mochica representando a Lúcuma. Museo Larco Lima, Peru

Investigações arqueológicas situam sua domesticação nos vales interandinos do Peru, onde o consumo de seu fruto e o uso de sua madeira estão extensamente documentados nas representações pictóricas dos nativos ameríndios. As mais antigas destas datam do VIII milênio AC, na região chamada Callejón de Huaylas em Ancash. A cultura Moche representou em sua arte a lúcuma, como parte de sua fascinação pelos produtos agrícolas. Sua madeira foi empregada para a construção do santuário de Pachacámac, onde em 1938 foi achado um tronco de singulares dimensões talhado como tótem.
Os europeus entraram em contato com a lúcuma no Equador, em 1531. Seu cultivo se estendia dos vales peruanos aos vales de La Serena e Quillota, no Chile.
Há evidências de que o apogeu de seu cultivo teve lugar na época da cultura mochica, por volta do século II AC, que empregou técnicas de irrigação e cultivo intensivo para produzir quantidades sem precedente do produto. Durante a época pre-hispânica, a lúcuma era um dos ingredientes principais da dieta dos indígenas do vale, junto com o milho, os legumes e a goiaba, assim como a quinua e a quiuicha nas zonas mais altas.
Atualmente é produzida na Bolívia nos arredores de La Paz, e na Costa Rica próximo a São José, onde foi introduzida por imigrantes no início do século XX. No Chile, seu cultivo se estendeu da região mais quente ao norte até a região central, mais úmida, onde hoje está concentrada a maior parte da produção. No Peru a maior parte da produção se concentra nas zonas de Lima, Ayacucho, La Libertad, Cajamarca e Huancavelica, tendo sido oficialmente declarada como produto de bandeira.
A árvore prefere temperaturas temperadas, idealmente entre os 20 e os 22 °C; não é resistente à geadas. O solo ideal é o arenoso, de boa drenagem, rico em nutrientes e de pH neutro, mas tolera bem a salinidade e a alcalinidade.
Não requer irrigação constante, e suporta bem tanto períodos breves de seca como temporadas muito úmidas, mas não resiste à inundação, nem as temperaturas muito altas, condições a que está melhor adaptada a espécie Pouteria macrophyla, na qual se tentou enxertar, sem sucesso.
A qualidade da fruta varia drásticamente com as condições de cultivo. Produz frutos desde o nível do mar até os 3.000 metros de altitude, mas as condições ótimas estão em torno dos 500. Em condições favoráveis as árvores produzem entre 200 e 300 frutos, a partir do quarto ou quinto ano. A produção é melhor nos espécimes produzidos por estacas que pelos plantados a partir da semente, apesar de que a germinação destas não ofereça particulares complicações.

## Usos
A fruta é consumida já muito madura, vários dias depois de sua queda; deve ser conservada envolta em palha ou material similar durante este período. Tem um sabor que lembra o xarope de bordo, e é utilizada cozida em doces, tortas, sorvetes, e outras sobremesas. Seu consumo fresca é mais raro devido a seu peculiar ressaibo, que é entretanto menos perceptível nos cultivares de maior qualidade.
Por seu alto conteúdo de amido, a polpa pode ser secada para conservação; rende uma farinha não perecível, muito doce e nutritiva, que concentra o ferro, o betacaroteno e a niacina contidos na fruta. Pode também ser congelada por períodos prolongados.
A madeira é leve mas compacta, e é empregada na indústria e na construção.

## Sinonímia
- Achras lucuma
- Lucuma bifera
- Lucuma obovata
- Lucuma turbinata
- Pouteria insignis
- Pouteria obovata
- Richardella lucuma